# Bynovec
Bynovec (do roku 1946 Binsdorf) je obec v okrese Děčín v Ústeckém kraji. Žije v ní 343 obyvatel.

## Historie
První písemná zmínka o vesnici je z roku 1543, podle oficiálních stránek obecního úřadu však založení obce pravděpodobně spadá již do 13. století, kdy na náhorní rovině nad pravým břehem Labe vznikala jednotlivá sídla. Zdejší německá osada tehdy nesla název Rodungssiedlung. Do roku 1946 měla obec německé jméno Binsdorf.

## Přírodní poměry
Na katastru Bynovce, zhruba jeden kilometr východně od vesnice, se v lesích nachází přírodní rezervace rašeliniště Čabel. Necelý kilometr směrem na jih od Bynovce, avšak již na katastru sousední obce Kámen, mezi skalami na okraji náhorní roviny se nachází pískovcovou Slunečná brána.

## Obyvatelstvo
Při sčítání lidu v roce 1921 ve vsi žilo 523 obyvatel (z toho 243 mužů), z nichž byli dva Čechoslováci, 511 Němců a deset cizinců. Kromě pěti evangelíků a jednoho člověka bez vyznání byli římskými katolíky. Podle sčítání lidu z roku 1930 měla vesnice 529 obyvatel: sedm Čechoslováků, 519 Němců, jednoho příslušníka jiné národnosti a dva cizince. Většina (410 osob) se hlásila k římskokatolické církvi, 105 lidí bylo bez vyznání, deset patřilo k evangelickým církvím, tři k církvi československé a jeden k ostatním nezjišťovaným církvím.
| Rok            | 1869 | 1880 | 1890 | 1900 | 1910 | 1921 | 1930 | 1950 | 1961 | 1970 | 1980 | 1991 | 2001 | 2011 | 2021 |
| -------------- | ---- | ---- | ---- | ---- | ---- | ---- | ---- | ---- | ---- | ---- | ---- | ---- | ---- | ---- | ---- |
| Počet obyvatel | 613  | 620  | 625  | 608  | 610  | 523  | 529  | 302  | 286  | 275  | 216  | 215  | 223  | 287  | 335  |
| Počet domů     | 101  | 109  | 110  | 114  | 113  | 114  | 114  | 96   | 69   | 63   | 56   | 56   | 61   | 87   | 103  |

## Pamětihodnosti
- Zaniklý bynovecký zámek
- Boží muka
- Socha Panny Marie Immaculaty
- Venkovská usedlost čp. 74